# Aloysius Bertrand
Aloysius Bertrand, pseudonym for Louis-Jacques-Napoléon Bertrand (20. april 1807 – 29. april 1841), fransk digter. Forfatter til Gaspard de la nuit (udgivet posthumt, 1842), der regnes for at være en forgænger til prosadigtgenren. Værket drejer sig om Gaspard (alias djævlen), der vandrer rundt i flamske byer som iagttager og skaber af mystiske situationer. Værket karakteriseres ofte som hørende til "den sorte romantik" (eller gotiske), en strømning, som bl.a. udgøres af digterne Pétrus Borel, Charles Nodier, Xavier Fornerêt og Alphonse Rabbe. Den franske komponist Maurice Ravel skrev en berømt klaversuite over tre af digtene: Ondine, Le Gibet og Scarbo (1908). 